# Valle de Alcudia
La zona de Alcudia, también conocida como Valle de Alcudia, a causa del río Alcudia que recorre 75 kilómetros de ella, es una zona de gran valor ecológico de la provincia de Ciudad Real, en España. Forma también una mancomunidad con el nombre de Asociación para el desarrollo sostenible del Valle de Alcudia y Sierra Madrona. Geomorfológicamente, se trata de una depresión de 1200 km² extendida de oeste a este en el sur de la provincia de Ciudad Real, sobre más de 100 km de longitud.
En su área se encuentran situadas las antiguas minas de San Quintín, que estuvieron en explotación entre 1884 y 1934.

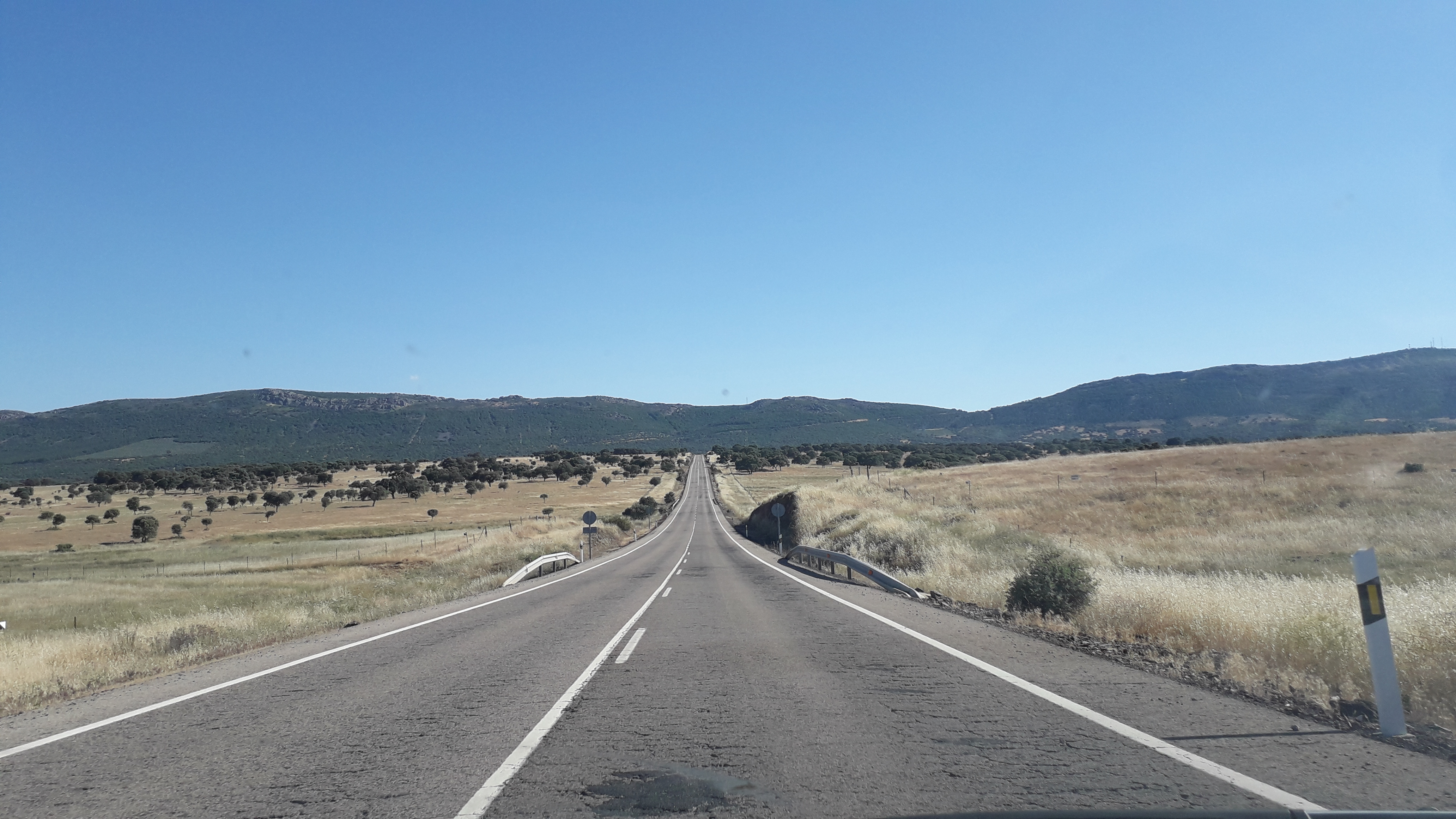
Valle de Alcudia. Junio 2022

## Municipios
| Municipio                | Población | Superficie | Densidad |
| ------------------------ | --------- | ---------- | -------- |
| Almodóvar del Campo      | 6.848     | 1.208,27   | 5,67     |
| Abenójar                 | 1.615     | 423,43     | 3,81     |
| Brazatortas              | 1.130     | 271,82     | 4,16     |
| Guadalmez                | 889       | 71,99      | 12,35    |
| Hinojosas de Calatrava   | 598       | 102,52     | 5,83     |
| Cabezarrubias del Puerto | 578       | 100,59     | 5,75     |
| Alamillo                 | 566       | 67,29      | 8,41     |
| Cabezarados              | 351       | 80,36      | 4,37     |
| Valdemanco del Esteras   | 251       | 142,46     | 1,76     |

- De la mancomunidad del Valle de Alcudia: Abenójar, Almodóvar del Campo, Argamasilla de Calatrava, Brazatortas, Cabezarados, Cabezarrubias del Puerto, Fuencaliente, Hinojosas de Calatrava, Mestanza, San Lorenzo de Calatrava, Solana del Pino y Villamayor de Calatrava.[1]
- De la zona de Alcudia, según la Diputación de Ciudad Real: los pertenecientes a la mancomunidad, excluidos Argamasilla de Calatrava, Fuencaliente, Mestanza, San Lorenzo de Calatrava, Solana del Pino y Villamayor de Calatrava. A la comarca se añaden Agudo, Alamillo, Almadén, Almadenejos, Chillón, Guadalmez, Saceruela y Valdemanco del Esteras.[2][3]

## Historia

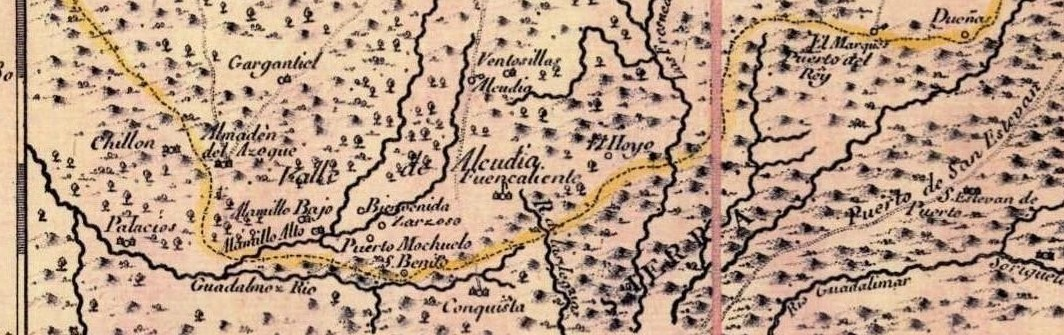
Mapa histórico del Valle de Alcudia (fragmento de la antigua provincia de La Mancha, por Thomás López, Pensionista de S.M.. Año 1765).

Antiguo Fahs al Ballut árabe. Llanura del encinar formado entre dos cordilleras de 59 km de largo y 8,5 de ancho. Comprende 162 millares y está regado por los arroyos Alcudia, Tablillas, la Galera, Guadalmez, Tartaneros y Ventillas. Alfonso VIII lo donó a la Orden de Calatrava y Fernando IV, confirmó tal donación en 1309, excepto un breve periodo de tiempo en el que fue entregado a Godoy. En él se encuentra hoy la aldea de La Bienvenida, anejo de Almodóvar del Campo, Mestanza, Hinojosas de Calatrava, Cabezarrubias y la villa de Alamillo. En la aldea de La Bienvenida se encuentran las ruinas de la antigua ciudad romana de Sisapo, que fue centro articulador de la minería romana de la zona.
Históricamente, la comarca resulta de una segregación de la jurisdicción de la Orden de Calatrava, con capital en Almagro. En este valle se encuentran los restos de la ciudad romana de Sisapo, que fue germen de la citada aldea de La Bienvenida.
Sobre el río Alcudia y entre Chillón y Almadenejos se levantaba un puente inaugurado en 1864, de fábrica, con gruesos estribos y pilas, que medía 90 metros de longitud repartidos en tres tramos metálicos; por él pasaba la línea férrea Ciudad Real-Badajoz; pero una catástrofe ocurrida a las cuatro de la madrugada del 27 de abril de 1884, provocada al parecer intencionadamente por la aserradura de la vía a la altura del kilómetro 276, así como por el derribo de los postes de telégrafo, hizo descarrilar un tren que venía de la estación de Chillón cargado en su mayoría de soldados, gran parte de la cual se ahogó en el río o pereció en la caída. Cinco días después se habían extraído ya de las aguas cincuenta cuerpos, aunque la gran mayoría se perdió corriente abajo. En las tareas de rescate de los cuerpos destacó el comerciante de Almadén Eduardo Hervás, quien se sumergió más de cien veces en el lecho del río.

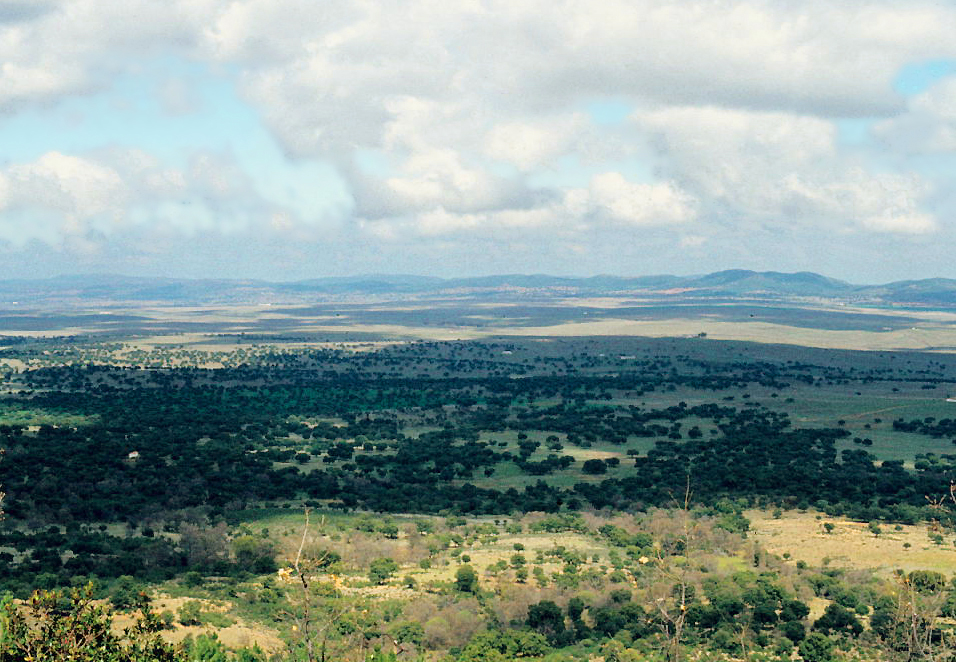
Vista del valle de Alcudia a comienzos de la década de 1980

Fue el primer gran accidente ferroviario de la historia de España; se contaron 59 muertos, entre ellos 54 soldados del regimiento infantería «Castilla» y tres del de Granada, además de dos paisanos, y 56 heridos, entre ellos dos graves que fueron transportados al hospital de Almadén y otros 25 acogidos en Almadenejos.